# Lumberjacks de Muskegon (1984-1992)
Les Lumberjacks de Muskegon sont une équipe de hockey sur glace de la Ligue internationale de hockey basée à Muskegon dans le Michigan.

## Historique
L'équipe a été créée en 1984 pour remplacer les Mohawks de Muskegon et avait pour symbole deux crosses de hockey devant le mot lumberjacks (bûcheron) et un dessin de bûcheron.
En 1992, la franchise déménage à Cleveland dans l'Ohio pour devenir les Lumberjacks de Cleveland.
Entre 1987 et 1990, l'équipe est affiliée à la franchise de la Ligue nationale de hockey, les Penguins de Pittsburgh.

### Trophées de la franchise
- Titre de division :  6 (1984-1985, 1985-1986, 1986-1987, 1988-1989, 1989-1990, 1991-1992)
- Titre de saison réglière : 3 (1987-1988, 1988-1989, 1989-1990)
- Vainqueur de la Coupe Turner : 2 (1985-1986, 1988-1989)

### Saisons après saisons
Note : PJ : parties jouées, V : victoires, D : défaites, N : matchs nuls, DP : défaite en prolongation, Pts : Points, BP : buts pour, BC : buts contre, Pun : minutes de pénalité
| Saison    | PJ | V  | D  | N | DP | BP  | BC  | Pts | Pun   | Classement | Séries éliminatoires    |
| --------- | -- | -- | -- | - | -- | --- | --- | --- | ----- | ---------- | ----------------------- |
| 1991-1992 | 82 | 41 | 28 | 0 | 13 | 95  | 306 | 293 | 1 782 | 2e est     | Défaite en finale       |
| 1990-1991 | 83 | 38 | 40 | 0 | 5  | 81  | 305 | 352 | 2 115 | 4e est     | Défaite au premier tour |
| 1989-1990 | 82 | 55 | 21 | 0 | 6  | 116 | 389 | 304 | 2 185 | 1er est    | Défaite en finale       |
| 1988-1989 | 82 | 57 | 18 | 0 | 7  | 121 | 433 | 308 | 2 606 | 1er est    | Champion de la LIH      |
| 1987-1988 | 82 | 58 | 14 | 0 | 10 | 126 | 415 | 269 | 2 817 | 1er est    | Défaite au premier tour |
| 1986-1987 | 82 | 47 | 30 | 5 | 0  | 99  | 366 | 286 | 2 648 | 1er est    | Défaite en finale       |
| 1985-1986 | 82 | 50 | 27 | 0 | 5  | 105 | 376 | 290 | 2 244 | 1er est    | Champion de la LIH      |
| 1984-1985 | 82 | 50 | 29 | 3 | 0  | 103 | 374 | 291 | 1 708 | 2e LIH     | Défaite en finale       |

## Records d'équipe
- Records sur une saison
  - Buts : 62 Scott Gruhl (1984-1985)
  - Aides : 82 Jock Callander (1986-1987)
  - Points : 137 Dave Michayluk (1987-1988)
  - Minutes de pénalités : 450 Pat Mayer (1987-1988)